# Iwan Wyłkow
Iwan Wyłkow Wyłkow (bułg. Иван Вълков Вълков, ur. 31 stycznia 1875 w Kazanłyku, zm. 20 kwietnia 1962 w Starej Zagorze) – bułgarski wojskowy, polityk i dyplomata, generał piechoty, minister wojny Carstwa Bułgarii (1923–1929).

## Życiorys
Był synem kupca Wyłko Jurdekowa. W 1896 ukończył szkołę wojskową, w stopniu podporucznika artylerii. Służył w garnizonie sofijskim, a następnie po wygraniu konkursu wyjechał na studia w szkole dla oficerów artylerii w Petersburgu. Po ich ukończeniu w 1904 kontynuował naukę w Nikołajewskiej Akademii Sztabu Generalnego w Petersburgu. W latach 1907–1909 odbył zajęcia praktyczne z zakresu astronomii i geodezji w Pułkowie. Po powrocie do Bułgarii prowadził wykłady z geodezji w szkole wojskowej. W czasie I wojny bałkańskiej wziął udział w oblężeniu Adrianopola, koordynując działania artylerii we wschodnim sektorze oblężenia. W czasie I wojny światowej został skierowany do wydziału operacyjnego w sztabie II armii, a następnie objął dowództwo 44 pułku piechoty. Pod koniec wojny był szefem sztabu 7 dywizji piechoty.
Po zakończeniu wojny kierował Wojskowym Instytutem Kartograficznym. Zaangażował się także w tworzenie Związku Wojskowego, w latach 1920–1928 stojąc na czele organizacji. W 1923 wziął aktywny udział w zamachu stanu i obaleniu rządu Aleksandra Stambolijskiego. Po zamachu otrzymał awans na stopień generalski i objął stanowisko ministra wojny. Odpowiadał za politykę represyjną po stłumieniu powstania wrześniowego i po zamachu w Cerkwi Świętej Niedzieli. W czasie zamachu został ranny w głowę.
W październiku 1925, kiedy oddziały armii greckiej wkroczyły na terytorium Bułgarii w rejonie Petricza, Wyłkow był przeciwnikiem podejmowania działań wojskowych, upierając się przy rozwiązaniach dyplomatycznych. W latach 1925–1927 doprowadził do rozbudowania kompleksu fabryk w rejonie Kazanłyku, pracujących na potrzeby wojska. Dzięki poparciu cara Borysa III udało mu się przetrwać na stanowisku ministra wojny do roku 1929. Od 1927 rozpoczął proces reorganizacji armii bułgarskiej, zmierzający do zniesienia ograniczeń narzuconych na Bułgarię po klęsce w I wojnie światowej. W 1928 uzyskał awans na stopień generała piechoty, a rok później premier Andrej Lapczew zdecydował się usunąć go z rządu.
W 1929 przeszedł do służby dyplomatycznej obejmując funkcję ministra pełnomocnego Bułgarii we Włoszech, biorąc udział w negocjacjach dotyczących ślubu Borysa III i księżniczki sabaudzkiej. W 1934 zakończył misję dyplomatyczną, a po powrocie do kraju przeszedł w stan spoczynku i wycofał się z czynnej aktywności politycznej.
Po przejęciu władzy przez komunistów we wrześniu 1944, Wyłkow zaczął się ukrywać. Aresztowany 17 czerwca w 1946 w Płowdiwie przez funkcjonariuszy służby bezpieczeństwa. W 1947 został umieszczony w obozie pracy Zagrad, w 1948 przeniesiony do obozu Nożarowo, a w 1949 do obozu w Belene. W 1953 osadzony w więzieniu w Sofii. 2 września 1954 Sąd Okręgowy w Sofii skazał go na karę śmierci przez rozstrzelanie. Prezydium Zgromadzenia Narodowego złagodziło wyrok, skazując generała na 20 lat więzienia. Karę odbywał w więzieniu w Pazardżiku, a od 1960 w Starej Zagorze. Zmarł 20 kwietnia 1962, uduszony w celi przez strażnika więziennego. Pochowany na cmentarzu miejskim w Starej Zagorze, w 1970 został ekshumowany i pochowany w Sofii.
Był żonaty (żona Anka z d. Tabakow), miał dwoje dzieci.

## Awanse
- podporucznik (Подпоручик) (1896)
- porucznik  (Поручик) (1900)
- kapitan  (капитан) (1905)
- major  (Майор) (1911)
- podpułkownik  (Подполковник) (1915)
- pułkownik  (Полковник) (1917)
- generał major  (Генерал-майор) (1923)
- generał porucznik (Генерал-лейтенант) (1925)
- generał piechoty (Генерал от пехотата) (1928)

## Odznaczenia
- Order Waleczności 3. i 4. st. II klasy
- Order Świętego Aleksandra I stopnia, III stopnia i IV stopnia z mieczami
- Order Zasługi Wojskowej 1 st. i 2 st.
- Order Świętego Stanisława 3 st.
- Krzyż Żelazny 1 st. i 2 st.
- Krzyż Zasługi Wojskowej 1 kl.
- Order Korony Żelaznej 3 st.

## Publikacje
- 1911: Военна топография
- 1911: Военно-топографски бележки
- 1913: Източният сектор при блокадата и атаката на Одринската крепост 1912 – 1913 г.
- 1917: Военна топография. Ръководство за съкратен курс на Военното училище и ШЗО